# Einsturz

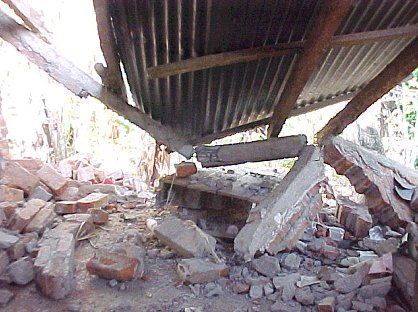
Einsturz nach Erdbeben

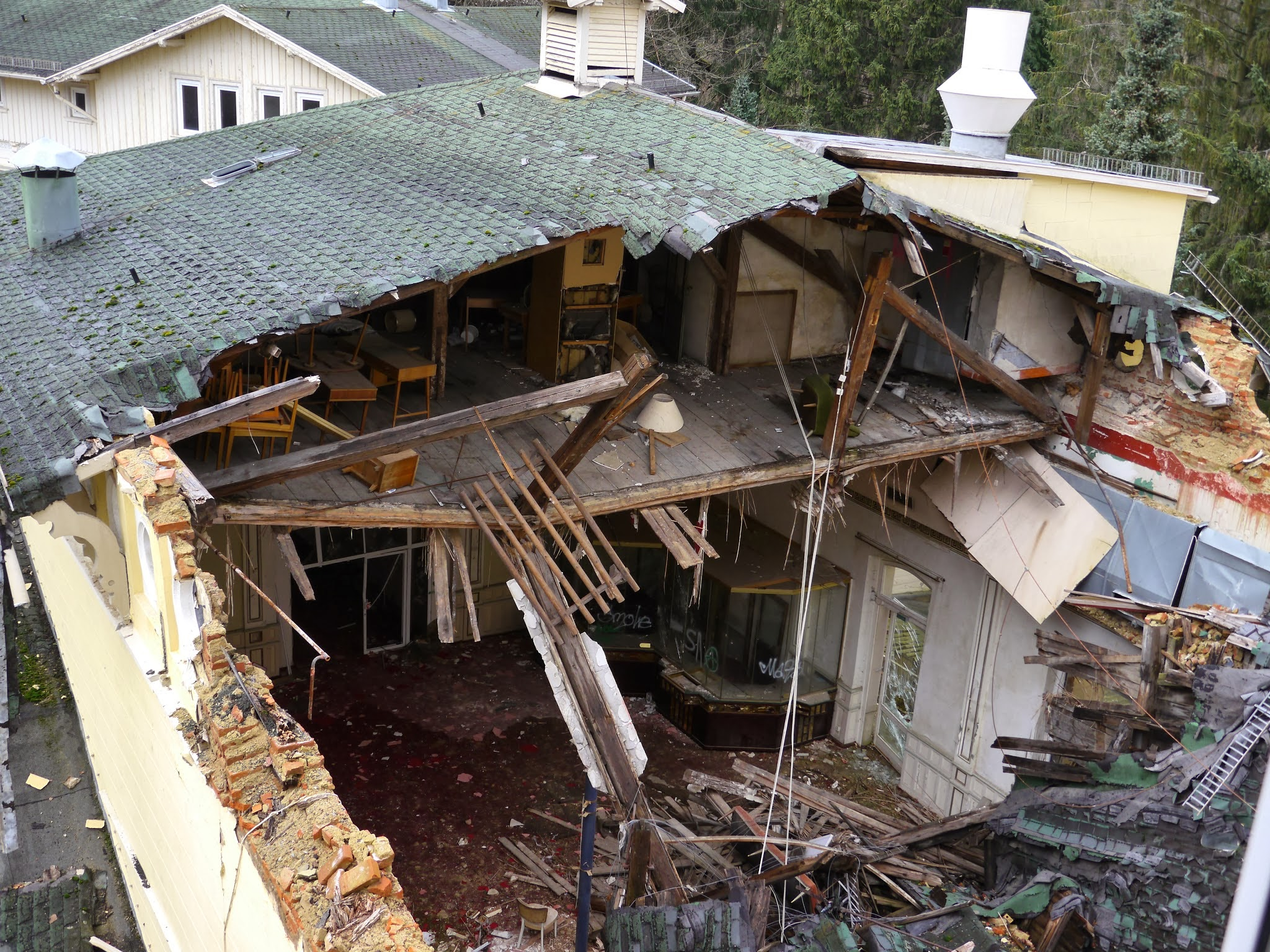
Einsturz an aufgegebenem Gebäude

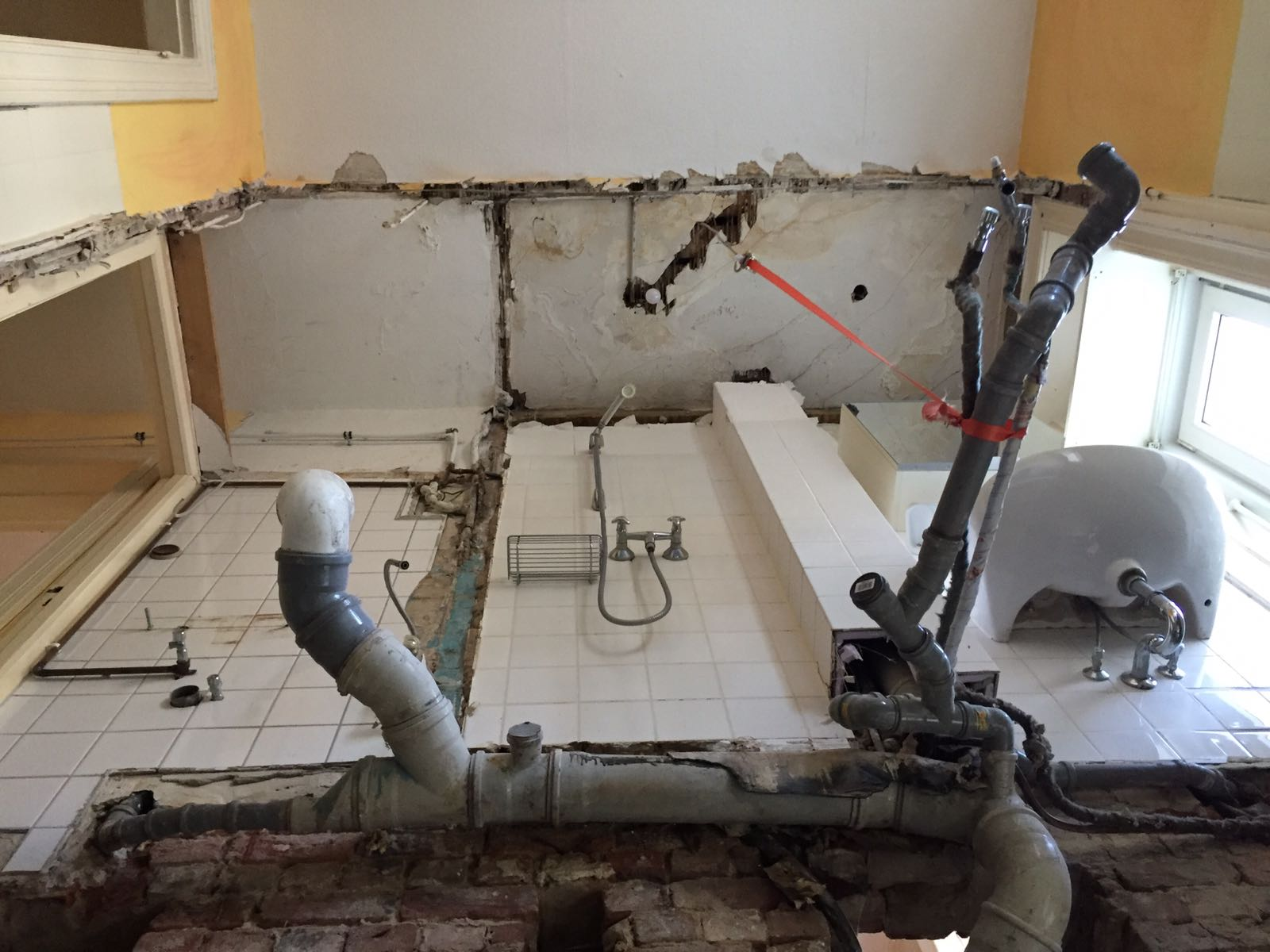
Deckeneinsturz mit Blick hinauf in darüberliegendes Badezimmer, Abflussstränge gesichert

Der Begriff Einsturz bezeichnet das Versagen der Tragstruktur eines Bauwerks. Grund für das Versagen sind Kräfte, die die Tragfähigkeit des Baumaterials übersteigen. Ist ein Bauwerk nicht einsturzgefährdet, gilt es als standsicher. Mit der Standsicherheit von Gebäuden beschäftigt sich die Baustatik (Lehre vom Gleichgewicht der Kräfte).

## Geschichte
Schon als der Mensch in der Urzeit damit begann, einfache Bauwerke zu errichten, war er damit konfrontiert, diese möglichst standsicher und tragfähig herzustellen. Allerdings passierte es immer wieder, dass Bauwerke den Belastungen nicht standhalten konnten und einstürzten.

## Versagensstadien
Zu den Tragstrukturen eines Bauwerkes zählen Wände, Decken, Fundamente, Unterzüge, Stützen, Balken, Gewölbe, Bögen sowie Dächer. Ein Bauwerk besteht häufig aus vielen verschiedenen Tragstrukturen.
Versagt eine dieser Tragstrukturen, kommt es nicht zwingend zum Einsturz, aber die Bauwerksstruktur wird dadurch geschwächt. Sichtbar bzw. hörbar wird das häufig durch deutliche Risse in Wänden und Decken, übermäßige Durchbiegungen von Bauteilen oder durch entsprechende Geräusche.
Hält die übermäßige Belastung an, kommen weitere Lasten bzw. Einwirkungen hinzu oder fallen weitere Tragstrukturen aus, kollabieren Teile des Bauwerks oder sogar das gesamte Tragsystem des Bauwerks. Oftmals passiert auch dieser Prozess nicht schlagartig, sondern zieht sich über mehrere Sekunden bis Stunden hin, sodass manchmal Zeit zur Flucht bleibt.

## Einsturzobjekte
Neben Gebäuden und Gebäudeteilen, wie Dach, Wand, Zimmerdecke oder Kellergewölbe können auch die Tragstrukturen von Brücken, Tunneln, Stützwänden und Baugruben im Laufe ihrer Lebenszeit versagen.

## Einwirkungen

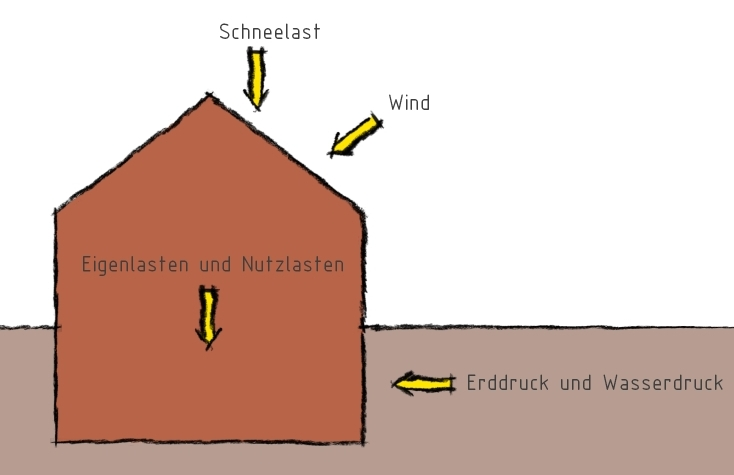
Einwirkungen auf ein Gebäude

Bauwerke müssen vielerlei Lasten und Einwirkungen widerstehen können. Primär tragen sie ihr Eigengewicht. Auf Bauteile und Bauwerke unter der Erdoberfläche wirken Erddruck und Wasserdruck. Diese Einwirkungen nennt man auch ständige Einwirkungen.
Das Wetter belastet das Bauwerk mit Schnee- und Windlasten sowie Zwängungen aus Temperaturveränderungen. Auch Nutzlasten (Personen, Möbel, Fahrzeuge) wirken auf das Tragsystem ein. Diese Lasten nennt man veränderliche Einwirkungen.
Sowohl ständige als auch veränderliche Einwirkungen müssen Bauwerke für die gesamte Dauer ihres Bestehens ohne Probleme tragen können. Lasten und Einwirkungen, die sich nur schwer berechnen lassen, sind Einwirkungen aus Erdbeben, Brand, Anprall von Fahrzeugen und Baugrundsetzungen.
Im August 2024 stürzte ein Pavillon in einem Park durch Blitzschlag ein. 16 Personen, die im Pavillon Schutz suchten wurden verletzt, 6 davon starben.

## Sicherheit gegen Versagen
Damit ein Bauwerk nicht einstürzt muss in ihm ein statisches Gleichgewicht herrschen. Nur wenn die Gesamtheit der widerstehenden Kräfte gleich oder größer ist als die Summe der einwirkenden Kräfte ist das Bauwerk standsicher. Diese Sicherheit zu schaffen ist Aufgabe des (Bau-)Statikers. Er belegt durch eine sog. statische Berechnung, dem Standsicherheitsnachweis, dass ein Tragwerksversagen nahezu ausgeschlossen ist. Für diesen Nachweis ist er haftbar und kann rechtlich belangt werden, wenn Personen oder Gegenstände bei einem Einsturz zu Schaden kommen. Um z. B. Streuungen der Materialkennwerte, den Einfluss von vereinfachenden Annahmen o. ä. (auf der Widerstandsseite) oder nicht berücksichtigte Einwirkungen (auf der Einwirkungsseite) zu erfassen, werden bei der statischen Berechnung so genannte Teilsicherheitsbeiwerte mit einbezogen. Die Größe dieser Sicherheitsbeiwerte ist durch die Bauordnungen der Länder festgelegt, es ergibt sich mit diesen eine (für die Allgemeinheit als noch akzeptabel angesehene) Versagenswahrscheinlichkeit.
Um die Standsicherheit von Bauwerken auf Dauer zu gewährleisten, müssen diese instand gehalten, d. h. geprüft und gewartet werden. Werden die wichtigen Tragstrukturen regelmäßig kontrolliert und ermüdete oder durch Umwelteinflüsse beeinträchtigte Materialien frühzeitig ausgewechselt, bleibt das bei der Errichtung angestrebte Sicherheitsniveau erhalten.
Um die Risiken eines Einsturzes durch Erdbeben zu verringern, versucht man beispielsweise erdbebensichere Gebäude zu entwerfen. Aktuelles Beispiel ist hierfür das Taipei 101 in Taipeh (Taiwan). Auch dort erreicht man durch Einbau eines Schwingungsdämpfers mit einer Stahlkugel als bewegliche Gegenmasse erhöhte Erdbebenbeständigkeit, indem durch Erdbeben induzierte Gebäudeschwingungen gedämpft werden, insbesondere im Bereich der Eigenfrequenz des Hochhauses.
Dieses Bauprinzip vermindert die Einwirkungen aus Erdbeben auf das Gebäude auf ein so geringes Maß, dass (fast) keine Schäden am Gebäude entstehen.
Der um 1992 errichtete Erich-Edegger-Steg für Fußgänger und Radfahrer in Graz über die Mur wurde 2006 gesperrt, nachdem eine Bautechnikstudentin mit ihrer Diplomarbeit analysiert hatte, dass das 60 m lange stählerne Tragwerk des Stegs durch Anregung gefährlich in Schwingung gebracht werden kann. Bis zur Lieferung eines Gutachtens blieb der Steg zwei Monate gesperrt und wurde 2007 für 40.000 Euro unter der Stegmitte mit einem Schwingungsdämpfer mit zwei Massen nachgerüstet.
Mit der Untersuchung der Verantwortlichkeiten und Ursachen von Bauwerkseinstürzen befasst sich das Forensic Engineering im Bauingenieurwesen.

## Nützen des Einstürzens
Das vom Menschen angestoßene Einstürzenlassen von Bauwerken unter Nutzung der Schwerkraft wird schon seit Langem als kostengünstige und rasche, wenn auch oft staubende Methode praktiziert. Sie ist auch auf einsturzgefährdete
Bauwerke, die nicht mehr betreten werden können anwendbar.
Als auslösendes Werkzeug werden genutzt:
- die klassische schwere Abrissbirne am Hebeseil von einem Kranausleger oder Baggerarm hängend, mitunter mit einem Seil für horizontalen Zug,
- Bagger mit hochreichendem Arm
- Brechwerkzeug am Baggerarm,
- Ramm-Arm an Bagger oder Schubraupe,
- Seilschlinge insbesondere um die Gebäudebasis und Zugkraft,
- unterkritische Schwächung des Bauwerks durch Teilabriss von Stützen, Entnahme von Aussteifung, dosierte Brennschnitte in Stahl,
- überkritische Schwächung durch in sehr kurzer Zeit ablaufende Sprengung.

Ziel ist immer zweckmässig tragende Strukturen im Bauwerk zu beschädigen oder zu zerstören, um es kontrolliert zum Einsturz zu bringen.
Zu vermeiden ist die Beschädigung von Nachbarobjekten oder zu erhaltenen Gebäudeteilen (z. B. Brückenauflager, denkmalgeschützter Schlot, fließendes Gewässer), eingesetzten Maschinen oder Verletzung von Arbeitskräften, Passanten und Zuschauern.
Minimiert werden sollen:
- Aufwirbeln von lästigem bis schädlichem Staub,
- Wegfliegen von Stücken,
- Lärm, Knall, Windstoß,
- Bodenerschütterung.

Endergebnis soll sein, dass das Bauwerk sukzessive zerbricht und die Bauwerksteile ausreichend kompakt in einem Haufen am Boden liegen, um mit Baggerschaufel oder der Greifwirkung der Brechschere Bruchstücke des Bauwerks weiter zu zerkleinern und materialgerecht auseinandersortieren zu können und in Absetzmulden am Boden oder auf Lkw zum Abtransport zu verbringen.
Von kriegerischer oder verbrecherischer Aktion ist hier abgesehen.